# Campionat del Món sub-20 d'hoquei sobre patins masculí 2005
El Campionat del Món sub-20 d'hoquei patins masculí de 2005 fou la segona edició d'aquest torneig mundial d'hoquei sobre patins, competició organitzada pel Comitè Internacional d'Hoquei sobre patins (CIRH). L'esdeveniment esportiu es realitzà íntegrament l'any 2005 a la ciutat argentina de Malargüe, i participaren 10 seleccions nacionals masculines d'hoquei sobre patins en categoria júnior, és a dir, compostes exclusivament per jugadors menors de vint anys, totes elles participants per lliure inscripció.
Abans de la competició, una sèrie de seleccions europees i africanes notificaren la seva absència al·legant els alts costos de desplaçament per competir en el torneig. Destacaren l'absència de Portugal, vigent campiona del torneig; de França, tercer classificada en la primera edició; d'Itàlia, així com de qualsevol selecció del continent africà.

## Classificació final
| Posició | Equip        |
| ------- | ------------ |
| 1       | Argentina    |
| 2       | Espanya      |
| 3       | Xile         |
| 4       | Brasil       |
| 5       | Alemanya     |
| 6       | Anglaterra   |
| 7       | Colòmbia     |
| 8       | Austràlia    |
| 9       | Estats Units |
| 10      | Uruguai      |